# Ryan Stiles
Ryan Lee Stiles (Seattle, 1959. április 22. –) amerikai-kanadai komikus, akinek munkássága az improvizációs komédiával köthető össze. Ismertségét a Whose Line Is It Anyway? és a The Drew Carey Shownak köszönheti.

## Biográfia

### Élete
Ryan Seattle-ben, Washington államban született, öt gyermek legfiatalabbjaként. Tízéves korában, kanadai származású szülei az egész családdal visszaköltöztek Richmond-ba, British Columbiába (Kanada). Tizenhét éves korában elhagyta a középiskolát, hogy karriert építsen a komédia világában. 1986-ban Ryan egy sikeres meghallgatás után munkát kapott Toronto híres comedy társulatában, a Second Cityben.

### Televíziós karrier
1989 óta vesz részt a televíziózásban, több reklám- és rövidfilmben szerepelt, ám 1995-ben Drew Carey (komikus és a Whose Line is it Anyway? műsorvezetője) szitkomjában, a Drew Carey Show-ban vált ismertté, amit 2003-ban fejeztek be. Azóta többnyire vendégszerepeiről hallhattunk.

### Whose line?
Egy amerikai improvizációs műsor, a Whose Line is it Anyway? producere és állandó szereplője volt, amíg (több mint nyolc év után) le nem vették a műsorról, továbbá ennek a műsornak az (azonos című) Angliában futott elődjében is rendszeresen szerepelt.

### A magánéletben
1981-ben Ryan találkozott Patricia McDonalddal egy Punchlines nevű helyen, ahol a hölgy felszolgáló volt. Hét évig éltek együtt, mielőtt 1988-ban összeházasodtak volna. Három gyermekük született: Sam, Mackenzie és Claire.
Amikor épp nem Hollywood-ban dolgozik, Bellingham-i (Washington) otthonában tartózkodik. Ebben a városban nyitotta meg a The Upfront Theatre-t, egy kis színházat, melyet az élő improv komédiának szentelt.
Ryan egyszer Liberace házában élt Sherman Oaks-ban (California), de évekkel ezelőtt eladta a házat.

## Egyéb szerepek
Ryan rengeteg reklámhoz adta már arcát, pl. Nike, Playschool, KFC, Kinko’s, azonban ezek sajnos csak az Egyesült Államokban láthatók.
1991-ben a Nagy durranás című filmben alakította Mailman Farnham szerepét (a szarvasagancsos pilóta, akit vadászidény miatt lelőnek), majd 1993-ban a Nagy durranás 2-ben Rabinowitz-ot.
A Két pasi meg egy kicsi néhány részében is feltűnik, mint Dr. Herb Melnick. 2008 júliusában a Reno 911 egyik részében is szerepelt, egy színészetet tanító kiképzőtiszt személyében.